# Roger Quinche
Roger Quinche   (Allschwil, 22 de juliol de 1922 - Liestal, 3 de setembre de 1982) fou un futbolista suís de la dècada de 1950.

## Trajectòria
Pel que fa a clubs, va jugar al Grasshopper Club Zürich i al BSC Young Boys. També fou internacional amb la selecció Suïssa, entre 1949 i 1953. Participà en el Mundial del Brasil 1950.